# 군마하라마치역
군마하라마치역(일본어: 群馬原町駅)은 일본 군마현 아가쓰마군 히가시아가쓰마정에 위치한 동일본 여객철도 아가쓰마 선의 철도역이다. 단선 승강장 1면 1선의 구조를 갖춘 지상역이다.

## 이용 현황
| 승차 인원 추이 | 승차 인원 추이 |
| 연도           | 1일 평균       |
| -------------- | -------------- |
| 2000           | 714            |
| 2001           | 694            |
| 2002           | 638            |
| 2003           | 617            |
| 2004           | 625            |
| 2005           | 609            |
| 2006           | 613            |
| 2007           | 583            |
| 2008           | 587            |
| 2009           | 558            |
| 2010           | 555            |
| 2011           | 544            |
| 2012           | 543            |
| 2013           | 540            |
| 2014           | 494            |
| 2015           | 488            |

## 역 주변
- 히가시아가쓰마 정청
- 이와비츠 산
- 누루카와 온천

## 역사
- 1945년 8월 5일 : 개업.
- 1987년 4월 1일 : 일본국유철도 분할 민영화에 의해, 동일본 여객철도가 승계.
- 2004년 2월 : 개업 이래 목조 역사를 개축, 현재 역사 공용이 개시.
- 2013년 3월 16일 : 특급 '구사쓰'의 하행 3호도 당 역 정차로 되어, 해당 열차 모두가 당 역 정차로 함.
- 2017년 4월 1일 : 이 날을 기점으로 종일무인역으로 함.

## 인접 역
| 동일본 여객철도 아가쓰마 선       | 동일본 여객철도 아가쓰마 선 | 동일본 여객철도 아가쓰마 선 |
| --------------------------------- | --------------------------- | --------------------------- |
| 나카노조 다카사키 · 시부카와 방면 | ■ 아가쓰마 선               | 고바라 오마에 방면          |